# Slovenski etimološki slovar
Slovenski etimološki slovar (kratica SES) je etimološki slovar slovenskega knjižnega jezika avtorja Marka Snoja. Slovar je prvič izšel leta 1997 pri založbi Mladinska knjiga. Leta 2003 je izšla druga, dopolnjena izdaja pri založbi Modrijan. Leta 2015 je izšla njegova tretja izdaja, najprej na spletu na prostodostopnem slovarskem portalu Fran, naslednje leto pa tudi v tiskani izdaji pri Založbi ZRC.
- Slovenski etimološki slovar (1. izd.), Ljubljana: Mladinska knjiga, 1997, COBISS 65179648, ISBN 86-11-14772-3
- Slovenski etimološki slovar (2., pregledana in dopolnjena izd.), Ljubljana: Modrijan, 2003, COBISS 124973312, ISBN 961-6465-37-6
- Slovenski etimološki slovar [Elektronski vir] (3. izd.), Ljubljana: Inštitut za slovenski jezik Frana Ramovša ZRC SAZU / Založba ZRC, ZRC SAZU, 2015, COBISS 281338880, ISBN 978-961-254-825-4
- Slovenski etimološki slovar (3. izdaja), Ljubljana: Založba ZRC 2016

Slovar obravnava predvsem besede sodobnega knjižnega jezika. Nekatere narečne, zastarele in pogovorne besede so pojasnjene znotraj slovarskih sestavkov.
| Zgled gesla iz spletne različice |
| --- |
| Slovensko gradivo slovár -ja m srlat.‛dictionarium’ (19. stol.), slovárček, slovȃrnik, slovárski. Razlaga Prevzeto iz rus. slovárь ‛slovar’, kar je izpeljanka iz rus. slóvo ‛beseda’ (tvorjena po zgledu lat. vocābulārium ‛slovar’ iz vocābulum ‛beseda’), to pa je izvorno ista beseda kot Povezane iztočnice sln. slovọ̑. Glej tudi slọ̑vnica, slọ̑vstvo. |